# Leptotarsus (Longurio) paraguayensis
Leptotarsus (Longurio) paraguayensis is een tweevleugelige uit de familie langpootmuggen (Tipulidae). De soort komt voor in het Neotropisch gebied.